# Pinball Illusions
Pinball Illusions är ett Amigaspel och DOS-flipperspel utvecklat av Digital Illusions CE 1995 som uppföljare till Pinball Fantasies och Pinball Dreams.
Banorna är "Babewatch", "Law & Justice", "Extreme Sports" och (PC/CD-versioner) The Vikings.

### Fotnoter
1. ↑  ”Pinball Illusions” (på engelska). Mobygames. 10 mars 1995. http://www.mobygames.com/game/dos/pinball-illusions. Läst 16 maj 2014.